# Гомес, Науэль
Анхель Науэль Гомес (исп. Ángel Nahuel Gómez; род. 23 августа 1996, Вилья-Гобернадор-Гальвес) — аргентинский футболист, защитник. Ныне выступает за аргентинский клуб «Сармьенто» (Ресистенсия).

## Клубная карьера
Науэль Гомес начинал заниматься футболом в клубе «Дефенсорес Бельграно». В 2004 году он присоединился к «Росарио Сентралю». Спустя 13 лет Гомес был включён в заявку главной команды клуба. 7 апреля 2018 года защитник дебютировал в аргентинской Примере, выйдя в основном составе в домашнем поединке против «Бельграно».